# هیو گرانت
هیو جان مونگو گرانت (انگلیسی: Hugh John Mungo Grant؛ زادهٔ ۹ سپتامبر ۱۹۶۰) بازیگر انگلیسی است. او در آغاز کارش خود را به‌عنوان بازیگری نقش اول با نقش‌های جذاب و رمانتیکِ آسیب‌پذیر مطرح کرد و از آن زمان شمار بیشتری نقش‌های دراماتیک به‌عنوان بازیگر مکمل ایفا کرده‌است. ویژگی‌های بارز مهارت‌های طنز گرانت عبارتند از: طعنه‌های خونسردانه و طرز رفتارهای جسمانی مختص به خود. افتخارات او شامل یک جایزه از بفتا و گلدن گلوب و یک سزار افتخاری می‌شوند. تا سال ۲۰۱۸، فیلم‌های او در مجموع نزدیک به ۳ میلیارد دلار در سراسر جهان فروش داشته‌است. در سال ۲۰۲۲، مجله تایم اوت، گرانت را یکی از ۵۰ بازیگر برتر بریتانیا در تمام دوران رتبه‌بندی کرد.

## جوایز و افتخارات
- برنده بفتای بهترین بازیگر نقش اول مرد برای فیلم چهار عروسی و یک تشییع جنازه در سال ۱۹۹۴
- جایزه گلدن گلوب

## بخشی از فیلم‌شناسی
مشهورترین فیلم‌های هیو گرانت عبارت هستند از:
- موریس (۱۹۸۷)
- بلای سفید (۱۹۸۷)
- قایقرانی با باد (۱۹۸۸)
- لانه کرم سفید (۱۹۸۸)
- سپیده‌دم (۱۹۸۸)
- شب بنگالی (۱۹۸۸)
- مرد بزرگ (۱۹۹۰)
- بداهه (۱۹۹۱)
- ماه تلخ (۱۹۹۲)
- بازمانده روز (۱۹۹۳)
- چهار عروسی و یک تشییع جنازه (۱۹۹۴)
- آژیرها (۱۹۹۴)
- نه ماه (۱۹۹۵)
- عقل و احساس (۱۹۹۵)
- قطار شبانه به ونیز (۱۹۹۵)
- بازسازی (۱۹۹۵)
- مرد انگلیسی (۱۹۹۵)
- یک ماجراجویی کاملاً بزرگ (۱۹۹۵)
- اقدامات شدید (۱۹۹۶)
- ناتینگ هیل (۱۹۹۹)
- میکی زاغه (۱۹۹۹)
- دزدهای خرده‌پا (۲۰۰۰)
- خاطرات بریجت جونز (۲۰۰۱)
- مهلت دو هفته‌ای (۲۰۰۲)
- درباره یک پسر (۲۰۰۲)
- در واقع عشق (۲۰۰۲)
- بریجت جونز: نکته باریک (۲۰۰۴)
- رویاهای آمریکایی (۲۰۰۶)
- موسیقی و ترانه  (۲۰۰۷)
- درباره مورگان شنیدی؟ (۲۰۰۹)
- من هنوز اینجا هستم (۲۰۱۰)
- دزدان دریایی! گروهی از ناجورها (۲۰۱۲)
- اطلس ابر (۲۰۱۲)
- بازنویسی (۲۰۱۴)
- مردی از یو.ان.سی.ال.ای. (۲۰۱۵)
- فلورانس فاستر جنکینس (۲۰۱۶)
- پدینگتون ۲ (۲۰۱۷)
- آقایان (۲۰۲۰)
- فروپاشی (۲۰۲۰)
- گلس آنین: یک چاقوکشی اسرارآمیز (۲۰۲۲)
- عملیات فورچون (۲۰۲۳)
- سیاه‌چال‌ها و اژدهایان: افتخار در میان دزدان (۲۰۲۳)
- وانکا (۲۰۲۳)
- بدون یخ (۲۰۲۴)
- رژیم (۲۰۲۴)
- مرتد (۲۰۲۴)
- پدینگتون در پرو (۲۰۲۴)
- بریجت جونز: دیوانه آن پسر (۲۰۲۵)